# Agonía de Couva
La Agonía de Couva (en inglés: Agony of Couva) es un término utilizado para referirse al partido de clasificación para la Copa Mundial de Fútbol de 2018 jugado entre las selecciones de fútbol de Estados Unidos y de Trinidad y Tobago en Couva, el 10 de octubre de 2017. Este partido, que terminó 2-1 a favor de los soca warriors, dejó eliminada a la selección de las Barras y las Estrellas, rompiendo una racha de 7 mundiales consecutivos para los estadounidenses.
La racha positiva de los norteamericanos, se remonta al mundial de Italia 90, donde aprovechando la descalificación de México, y en otro partido contra la misma selección de Trinidad y Tobago, Estados Unidos clasificó a un mundial por primera vez en más de 40 años. Desde esa edición, los estadounidenses participarían en todas las copas del mundo siguientes, como el mundial de 1994 organizado allí mismo, o el mundial de Corea-Japón 2002, donde conseguirían llegar a cuartos de final.
El suceso ha sido comparado con la Agonía de Doha sufrida por Japón en 1993, y fue clave a su vez para que la selección de fútbol de Panamá clasificase a un mundial por primera vez en su historia.

## Camino al partido
El 10 de octubre de 2017 se jugaba la última fecha de la Clasificación de Concacaf para la Copa Mundial de Fútbol de 2018. El 1 de septiembre anterior, México fue el primero en asegurar su clasificación venciendo a Panamá por 1-0; mientras que el 7 de octubre, Costa Rica haría lo mismo tras un empate 1-1 contra Honduras. Ese día se jugaba el tercer y último boleto directo al mundial, y un boleto al repechaje contra Australia.
Estados Unidos llegó a su último partido de las eliminatorias mundiales en una posición inmejorable para asegurar su octava participación consecutiva en el Mundial, y una combinación de resultados aparentemente imposible tendría que ocurrir para evitarlo. 
- Con una victoria, Estados Unidos garantizaría matemáticamente la clasificación al Mundial, independientemente del resultado de los otros dos partidos.
- Un empate, igualmente, sería suficiente para asegurar un puesto en el Mundial, salvo una combinación extraordinariamente improbable de resultados en los otros dos partidos: una victoria por 8 goles para Panamá y una victoria por 13 goles para Honduras, penúltima (contra el invicto México),[2] por lo que un empate también dejaba prácticamente clasificado a Estados Unidos al Mundial.
- Incluso con una derrota ante Trinidad y Tobago, los estadounidenses podrían clasificarse si tanto Panamá y Honduras fallaban en ganar sus respectivos encuentros ante Costa Rica y México. Además, si solo uno de estos últimos dos equipos ganara y el otro no, Estados Unidos seguiría en la contienda ya que dejaría al equipo norteamericano en el cuarto puesto y obligaría jugar el repechaje intercontinental ante Australia.

En resumen, había 26 de 27 posibles combinaciones de resultados propios y ajenos que permitirían a la selección estadounidense asegurar su pase a la cita mundialista de Rusia o al menos acceder al repechaje.
| Selección         | Pts. | PJ | PG | PE | PP | GF | GC | Dif |
| ----------------- | ---- | -- | -- | -- | -- | -- | -- | --- |
| México            | 21   | 9  | 6  | 3  | 0  | 14 | 4  | 10  |
| Costa Rica        | 16   | 9  | 4  | 4  | 1  | 13 | 6  | 7   |
| Estados Unidos    | 12   | 9  | 3  | 3  | 3  | 16 | 11 | 5   |
| Panamá            | 10   | 9  | 2  | 4  | 3  | 7  | 9  | −2  |
| Honduras          | 10   | 9  | 2  | 4  | 3  | 10 | 17 | −7  |
| Trinidad y Tobago | 3    | 9  | 1  | 0  | 8  | 5  | 18 | −13 |

## El último partido[5]
Desde el comienzo del partido, la presión de la selección de Trinidad y Tobago fue notable. Apenas al cuarto minuto, Shandon Winchester tuvo una opción clara que fue anulada por un evidente fuera de lugar; pero esta jugada no sería suficiente vaticinio a lo que vendría a continuación. Al minuto 16, Omar González intentó despejar un centro de Alvin Jones; pero el rumbo de la pelota fue de meta, dejando colgado al veterano Tim Howard y decretando el 1-0 inicial. La presión de los soca warriors fue constante durante todo el primer tiempo, y al minuto 36, un potente remate del propio Alvin Jones venció nuevamente a Howard y decretó el 2-0 parcial.
Los estadounidenses parecieron llegar de mejor manera al segundo tiempo. Al minuto 47, un joven Christian Pulisic descontaba por medio de un disparo potente en el borde del área. El equipo estadounidense manejó el partido en todo el segundo tiempo, y los ataques se intensificaron en los últimos diez minutos; pero en todo momento se encontraron a una defensa férrea y a un Adrian Foncette inspirado.
A la par de la derrota de los estadounidenses, México caía derrotado 3-2 ante Honduras y Panamá le ganaba a Costa Rica 2-1 con un gol agónico de Román Torres. Todo esto selló la eliminación del equipo de las barras y las estrellas, tan pronto como el árbitro salvadoreño Marlon Mejía pitó el final del encuentro. Si Estados Unidos tan solo hubiese empatado el partido, se habría clasificado a la Copa del Mundo.

### Detalles del partido
| 22         | POR        | Adrian Foncette    |     |
| 5          | DEF        | Daneil Cyrus       |     |
| 13         | DEF        | Curtis Gonzales    |     |
| 18         | DEF        | Tristan Hodge      | 81' |
| 17         | DEF        | Alvin Jones        |     |
| 19         | MED        | Kevan George       |     |
| 8          | MED        | Khaleem Hyland     |     |
| 7          | MED        | Nathan Lewis       |     |
| 23         | MED        | Leston Paul        |     |
| 16         | DEL        | Levi Garcia        | 72' |
| 9          | DEL        | Shahdon Winchester | 77' |
| Entrenador | Entrenador | Dennis Lawrence    |     |

| 1          | POR        | Tim Howard        |     |
| 5          | DEF        | Matt Besler       |     |
| 3          | DEF        | Omar González     |     |
| 15         | DEF        | Jorge Villafaña   | 72' |
| 2          | DEF        | DeAndre Yedlin    |     |
| 4          | MED        | Michael Bradley   |     |
| 6          | MED        | Darlington Nagbe  | 83' |
| 10         | MED        | Christian Pulisic |     |
| 17         | DEL        | Jozy Altidore     |     |
| 21         | DEL        | Paul Arriola      | 45' |
| 9          | DEL        | Bobby Wood        |     |
| Entrenador | Entrenador | Bruce Arena       |     |

| 3  | DEL | Joevin Jones    | 72' |
| 20 | DEL | Trevin Caesar   | 77' |
| 4  | MED | Kevon Villaroel | 81' |

| 8  | DEL | Clint Dempsey   | 45' |
| 23 | DEF | Kellyn Acosta   | 72' |
| 16 | MED | Benny Feilhaber | 83' |

| Anotado · Autogol | 17' | Omar González |
| Anotado           | 37' | Alvin Jones   |

| Anotado | 47' | Christian Pulisic |  |

| Árbitro             | Marlon Mejía       |
| Árbitros asistentes | Geovany García     |
| Árbitros asistentes | David Moran Santos |
| Cuarto árbitro      | Fernando Guerrero  |

| 22         | POR        | Adrian Foncette    |     |
| 5          | DEF        | Daneil Cyrus       |     |
| 13         | DEF        | Curtis Gonzales    |     |
| 18         | DEF        | Tristan Hodge      | 81' |
| 17         | DEF        | Alvin Jones        |     |
| 19         | MED        | Kevan George       |     |
| 8          | MED        | Khaleem Hyland     |     |
| 7          | MED        | Nathan Lewis       |     |
| 23         | MED        | Leston Paul        |     |
| 16         | DEL        | Levi Garcia        | 72' |
| 9          | DEL        | Shahdon Winchester | 77' |
| Entrenador | Entrenador | Dennis Lawrence    |     |

| 1          | POR        | Tim Howard        |     |
| 5          | DEF        | Matt Besler       |     |
| 3          | DEF        | Omar González     |     |
| 15         | DEF        | Jorge Villafaña   | 72' |
| 2          | DEF        | DeAndre Yedlin    |     |
| 4          | MED        | Michael Bradley   |     |
| 6          | MED        | Darlington Nagbe  | 83' |
| 10         | MED        | Christian Pulisic |     |
| 17         | DEL        | Jozy Altidore     |     |
| 21         | DEL        | Paul Arriola      | 45' |
| 9          | DEL        | Bobby Wood        |     |
| Entrenador | Entrenador | Bruce Arena       |     |

| 3  | DEL | Joevin Jones    | 72' |
| 20 | DEL | Trevin Caesar   | 77' |
| 4  | MED | Kevon Villaroel | 81' |

| 8  | DEL | Clint Dempsey   | 45' |
| 23 | DEF | Kellyn Acosta   | 72' |
| 16 | MED | Benny Feilhaber | 83' |

| Anotado · Autogol | 17' | Omar González |
| Anotado           | 37' | Alvin Jones   |

| Anotado | 47' | Christian Pulisic |  |

| Árbitro             | Marlon Mejía       |
| Árbitros asistentes | Geovany García     |
| Árbitros asistentes | David Moran Santos |
| Cuarto árbitro      | Fernando Guerrero  |

## Después del encuentro
Tabla de posiciones después del partido:
| Selección         | Pts. | PJ | PG | PE | PP | GF | GC | Dif |
| ----------------- | ---- | -- | -- | -- | -- | -- | -- | --- |
| México            | 21   | 10 | 6  | 3  | 1  | 16 | 7  | +9  |
| Costa Rica        | 16   | 10 | 4  | 4  | 2  | 14 | 8  | +6  |
| Panamá            | 13   | 10 | 3  | 4  | 3  | 9  | 10 | -1  |
| Honduras          | 13   | 10 | 3  | 4  | 3  | 13 | 19 | -6  |
| Estados Unidos    | 12   | 10 | 3  | 3  | 4  | 17 | 13 | +4  |
| Trinidad y Tobago | 6    | 10 | 2  | 0  | 8  | 7  | 19 | -12 |

La eliminación de Estados Unidos cerró una racha de 7 mundiales consecutivos de participación: Italia 90, Estados Unidos 94, Francia 98, Corea-Japón 2002, Alemania 2006, Sudáfrica 2010 y Brasil 2014.
Las repercusiones tras el partido no se hicieron esperar, y el técnico estadounidense Bruce Arena renunció. Dave Sarachan, asistente técnico de Arena, se hizo cargo como técnico interino hasta la llegada de Gregg Berhalter en 2018, con el fin de encarar las eliminatorias a Catar 2022. Por su parte, el triste episodio marcó el final de una generación dorada del fútbol estadounidense, pues tras el partido varios jugadores referentes como Tim Howard o Clint Dempsey  se retirarían en los meses siguientes, siendo su última participación en un mundial, la de Brasil 2014.
Tiempo después de la eliminación, corrió la noticia de que la Federación de Fútbol de Estados Unidos y la Soccer United Marketing, estaban buscando hacer un torneo amistoso con varias de las selecciones que no clasificaron al mundial de Rusia, como Italia, Chile, Países Bajos o Camerún; pero esto nunca se pudo llevar a cabo.
Panamá clasificó al mundial directamente, y Honduras encaró un difícil repechaje ante Australia, el cual fue ganado por los socceroos. Con lo cual, la CONCACAF disputó el mundial de Rusia 2018 con solo 3 selecciones.